# 達米爾·斯科米納
達米爾·斯科米納（Damir Skomina，1976年8月5日—），斯洛文尼亞足球球證，出生於科佩爾。他於2003年成為國際足協的國際球證，得以為國際比賽執法。同年5月，為三場U17歐洲國家盃裁決。2006年起，開始為世界盃外圍賽執法。2008年，替兩場的奧運會男子足球比賽執法，在巴西對喀麥隆的賽事中，他一共發出13張黃牌。2012年，獲歐洲足協委任為當屆歐洲超級盃及當屆歐洲國家盃的球證。2016年，再次出任歐洲國家盃的球證。翌年，成為歐霸盃決賽球證。2018年1月，被國際足協選為當屆世界盃的球證之一。在哥倫比亞對日本的分組賽中，開場3分鐘向哥倫比亞中場卡洛斯·桑切斯·莫雷諾發紅牌，因為桑切斯伸手擋住了日本前鋒的射門。。
2021年8月，因膝蓋健康問題，宣佈退役裁判。

## 資料來源
1. 1 2  .   [2018-06-20]. （原始内容存档于2011-03-20）.
2. ↑  . UEFA.com. 30 August 2012  [30 August 2012]. （原始内容存档于11 November 2017）.
3. ↑  . FIFA.   [19 June 2018]. （原始内容存档于2018-12-24）.
4. ↑  Plestenjak, Rok. . siol.net. 30 August 2021  [30 August 2021]. （原始内容存档于2021-08-30） （斯洛文尼亚语）.